# 대사역
대사역(Daesa station, 大沙驛)은 부산광역시 강서구 강동동에 위치한 부산-김해 경전철의 역이다.

## 특징
부산광역시의 마지막 역이며, 이 역부터 김해시 불암동 불암역까지는 서낙동강을 건너게 된다. 

### 승강장
2면 2선 상대식 승강장으로 운영되며,승강장에는 스크린도어가 설치되어 있다.
| 평강↑ |
| \| 상 |
| ↓불암 |

| 상행 | ● 부산-김해 경전철 | 사상 방면   |
| 하행 | ● 부산-김해 경전철 | 가야대 방면 |

## 역 주변
- 서낙동강
- 김해교
- 강동동우체국
- 강동구 대사할머니 경로당
- 부산농산물산지유통센터
- 대사초등학교
- 대사3구
- 강동보건지소
- 강동유치원

## 승차량 변동
부산김해경전철은 기본적으로 승하차량을 공개하지 않고 있지만 부산광역시에서 실시하는 교통조사 분석용역을 통해서 부산권 역들의 승하차량은 확인 가능하다.
| 노선           | 승차 인원 | 승차 인원 | 승차 인원 | 승차 인원 | 승차 인원 | 주 석 |
| 노선           | 2011년    | 2012년    | 2013년    | 2014년    | 2015년    | 주 석 |
| -------------- | --------- | --------- | --------- | --------- | --------- | ----- |
| 부산김해경전철 | 381       | 419       | 449       |           |           |       |

## 인접한 역
| 부산-김해 경전철 | 부산-김해 경전철   | 부산-김해 경전철    |
| ---------------- | ------------------ | ------------------- |
| 8 평강 사상 방면 | ● 부산-김해 경전철 | 10 불암 가야대 방면 |